# Scholarism
Scholarism byla hongkongská prodemokratická aktivistická skupina středoškolských studentů působící v oblasti hongkongské vzdělávací politiky, politických reforem a politiky výchovy mládeže. V květnu 2015 ji tvořilo asi 200 členů. Byla založena k obraně autonomie hongkongské vzdělávací politiky před vlivem komunistické Číny a byla také vedoucí organizací během hongkongských protestů v roce 2014, známých jako Deštníková revoluce.

## Činnost
Skupina, kterou založil tehdy patnáctiletý Joshua Wong s několika středoškolskými studenty 29. května 2011, původně vznikla pod názvem „Scholarism – The Alliance Against Moral & National Education“ a byla první studentskou nátlakovou skupinou, která protestovala proti školním osnovám „Moral and National Education“ předloženým hongkongskou vládou v roce 2012. Osnovy ignorovaly masakr na náměstí Nebeského klidu a snažily se představit Komunistickou stranu Číny v příznivém světle.
Poprvé se dostala do povědomí médií, když v roce 2012 zorganizovala protesty proti komunistické „morální a národní výchově“. V srpnu 2012 členové Scholarismu zahájili okupační protest u sídla hongkongské vlády. Padesát členů obsadilo veřejný park pod vládními úřady a tři z protestujících zahájili hladovku. Protest trval do září 2012. Na vrcholu akce se demonstrace zúčastnilo 120 000 studentů a členů veřejnosti a donutili vládu stáhnout své plány na zavedení „morální a národní výchovy“ jako povinného předmětu ve školách. V pevninských státních médiích byl Scholarism označen za skupinu „extremistů“. Podle Wonga je on sám také jmenovitě zmíněn v čínské Modré knize o národní bezpečnosti, která identifikuje vnitřní hrozby pro stabilitu vlády komunistické strany.
Prodemokratičtí studenti zůstali aktivní v sociálním a demokratickém hnutí v Hongkongu. 23. června 2013 vydal Scholarism prohlášení, ve kterém zdůraznil nutnost občanské nominace pro volby hlavního správce Hongkongu v roce 2017. Koncem srpna 2013 Scholarism vypracoval návrh nového volebního zákona a začal lobbovat u demokratických zákonodárných radních, aby ji podepsali, čímž by se jejich strany zavázaly, že občanská nominace prostřednictvím všeobecného volebního práva bude během nadcházející kampaně v roce 2017 prioritou číslo jedna. Chartu podepsaly strany People Power, League of Social Democrats, Neo Democrats a Neighbourhood and Worker's Service Centre. Civic Party ji podepsala s výhradami a Democratic Party, Labour Party a Association for Democracy and People's Livelihood ji odmítly podepsat, protože nesouhlasily s tím, že by veřejná nominace měla být jediným způsobem navrhování kandidátů.
V červenci 2014 skupina uspořádala masovou demonstraci v sedě, při níž ji čínský viceprezident varoval, aby nenarušovala „stabilitu“ města. Nakonec bylo krátce zatčeno 511 lidí. V září 2014, v den plánované oslavné akce k 65. výročí Čínské lidové republiky v parku Tamar, zahájil Scholarism společně s Hongkongskou federací studentů (HKFS) stávku před komplexem Legislativní rady na protest proti rozhodnutí Stálého výboru Všečínského shromáždění lidových zástupců (NPCSC) o omezení nominačního procesu pro volby hlavního výkonného ředitele Hongkongu. Stávka studentů měla širokou podporu. Vedení vysokých škol a vyučující přislíbili shovívavost vůči studentům, kteří vynechávají vyučování, a největší hongkongský odborový svaz učitelů rozšířil petici, v níž se prohlásil: „Nenechte stávkující studenty stát osamoceně.“
Když se ve 22:30 shromáždění chýlilo ke konci, Joshua Wong vyzval dav, aby „znovu obsadil“ Občanské náměstí, kolem kterého byly v červenci postaveny ploty. Protestující pod vedením členů HKFS přelezli ploty a strhla zábrany kolem pódia s vlajkami. Policie stovky protestujících obklíčila a poté se s nimi střetla a řadu lidí zranila. Spoutala a zatkla Joshuu Wonga za násilné vniknutí do vládních prostor, výtržnictví na veřejném místě a nezákonné shromáždění.
Zásah na Občanském náměstí vyvolal v následujících dnech masové protesty. V noci 27. září uspořádaly HKFS a Scholarism další shromáždění. Policie prohlásila shromáždění za nezákonné a zablokovala východ A stanice metra Admiralty a mosty před komplexem Central Office, ale velikost davu přiměla policii blokádu zrušit. V 1:30 ráno 28. září Benny Tai, spoluiniciátor hnutí „Occupy Central with Love and Peace“, vyhlásil oficiální zahájení kampaně „Occupy Central“. Odpoledne, kdy na Admiralitu proudilo stále více lidí na podporu studentů, policie zcela zablokovala přístup k sídlu vlády. Později začali protestující obsazovat Harcourt Road, na což policie reagovala použitím slzného plynu. To vyvolalo rozsáhlé okupace na stanici Admiralty a v obchodních čtvrtích Mong Kok a Causeway Bay. Přestože protesty byly nakonec bezvýsledné, Scholarism si zachoval svou vedoucí roli v následujícím 79denním okupačním hnutí. Joshua Wong spolku Scholarism obětoval i možnost pokračovat ve vzdělání na univerzitě.
V únoru 2016 Oscar Lai Man-lok, jeden z hlavních členů Scholarism, prohlásil že spolu s Joshuou Wongem a Agnes Chow Ting plánují založit politickou stranu, aby mohli postavit kandidáty do parlamentních voleb. 20. března 2016 Scholarism oficiálně ukončila svou činnost. Skupina měla na svém bankovním účtu částku 1 450 000 hongkongských dolarů, z níž 700 000 hongkongských dolarů bylo převedeno na novou studentskou aktivistickou skupinu a zbylých 750 000 hongkongských dolarů bylo převedeno na fond právní pomoci na pomoc při soudních sporech.
Zakládající členové Scholarism včetně Joshuy Wonga, Oscara Laie a Agnes Chow založili v dubnu 2016 novou politickou stranu Demosistō.